# Microhyla zeylanica
Espèce
Statut de conservation UICN

 EN B1ab(iii)+2ab(iii) : En danger
Microhyla zeylanica est une espèce d'amphibiens de la famille des Microhylidae.

## Répartition
Cette espèce est endémique du Sri Lanka. Elle se rencontre dans les régions montagneuses du centre de l'île, entre 1 800 et 2 200 m d'altitude,.

## Étymologie
Cette espèce est nommée en référence au lieu de sa découverte, Ceylan ancien nom du Sri Lanka.

## Publication originale
- Parker & Osman-Hill, 1949 "1948" : Frogs of the genus Microhyla from Ceylon. Annals and Magazine of Natural History, sér. 12, vol. 1, p. 759-764.